# 德罕 (北卡羅來納州)
德罕（英語：Durham，/ˈdʌrəm/，又译）是一座位於美國北卡羅來納州德罕县的城市，也是該郡的郡治所在地。德罕是美國東岸的大學城之一，著名的私立學校杜克大學就位於該市。人口204,845人（2005年統計）的德罕是北卡羅來納州第五大的城市，它與隔鄰的該州首府洛里（Raleigh）與教堂山（Chapel Hill）是圍成北卡境內知名高科技工業區——三角科學園區（Research Triangle Park）——的三個頂點。
德罕的歷史最早可以追溯至1853年時，北卡羅來納鐵路公司欲在威爾森（Wilson, NC）與希爾斯堡（Hillsborough, NC）之間尋覓一個適當的位置設置車站。當時被考慮的地點有二，其中德罕市現址早已存在一個設立於1827年的郵局，而鄰近地區的普瑞茲堡（Prattsburg）也設有另一個郵局。由於普瑞茲堡的地主拒絕將土地出售給鐵路公司，而一位名為巴列特·德罕（Bartlett S. Durham）的內科醫師卻願意捐地，因此鐵路公司選擇了後者設置車站，並將其命名為德罕車站以紀念用地的贊助者。雖然在南北戰爭前，德罕的發展一直很緩慢，但該市的規模卻因為附近日漸蓬勃的煙草生產業，而在戰後急速成長。
由於名稱相同，再加上美國有許多地名都是起源於英格蘭，因此很多人都誤會德罕的命名與英格蘭的德罕市有關，卻不知兩地的地名之間實際上並沒有直接的關連。

## 交通
罗利达拉姆国际机场

## 外部連結
- （英文）德罕市政府
- （英文）三角科學園區